# 장흥 보림사 사천왕상 복장 대전화상주심경
보림사 사천왕상 복장 대전화상주심경(寶林寺 四天王像 腹藏 大顚和尙注心經)은 전라남도 장흥군 보림사에 있는 조선시대의 불경이다. 1998년 8월 20일 전라남도의 유형문화재 제198호로 지정되었다.

## 개요
보림사는 전라남도 장흥군 가지산에 있는 절로, 860년 신라의 승려 체징에 의해 창건되었다. 이 책은 보림사 사천왕상의 배안에 넣어서 보관하던 유물 가운데 하나이다.
대전화상이 『반야심경』에 주석을 단 것으로, 흔히 ‘마하반야바라밀다심경해’로 알려져 있다. 중생의 헛된 생각을 바로 잡아 불생불멸의 경지에 이르도록 하여 중생으로 하여금 본심본성을 보이기 위한 경전이다.
책의 뒷부분에는 1411년 전라남도 고창의 문수사에서 판을 새겼다는 기록이 나오는데, 이 판본이 국내에 만들어진 유일한 것으로 알려져 있다.

## 같이 보기
- 대전화상주심경 - 충청북도 유형문화재 제383호, 청주고인쇄박물관 소장

## 참고 문헌
- 보림사사천왕상복장대전화상주심경 - 국가유산청 국가유산포털